# Vil Firt
Vil Firt (енгл. Will Firth; Njukasl, Australija, 23. мај 1965) australijski je književni prevodilac s težištem na savremenoj književnosti sa srpskohrvatskog govornog područja i iz Makedonije.

## Biografija
Diplomirao je nemački i ruski jezik sa srpskohrvatskim jezikom kao sporednim predmetom na Australijskom nacionalnom univerzitetu u Kanberi (Australian National University,Canberra). 

Godina 1988. i 1989. bio je na usavršavanju u Zagrebu, na Filozofskom fakultetu, odsek za jugoslavistiku i u Moskvi na Institutu Puškina 1989. i 1990. godine.
Naknadno se kvalifikao za prevodioca sa hrvatskog, makedonskog, nemačkog i ruskog jezika kod nadležne stručne komisije u Australiji (NAATI).
Od 1991. živi u Nemačkoj i radi kao slobodni prevodilac, prevodeći pre svega beletristiku i tekstove iz oblasti humanitarnih nauka s ruskog, srpskohrvatskog i makedonskog jezika na engleski, i delom na nemački. Radio je za Haški tribunal (ICTY) u periodu 2005.-2007.. Od sredine 2000. godina pretežno prevodi kapitalna dela južnoslovenske književnosti.
Član je udruženja književnih prevodilaca u Velikoj Britaniji (TA) i Nemačkoj (VdÜ). Od 1985. je esperantista.

## Važniji prevodi sa južnoslovenskih jezika
- (Дневникот на Ања), dečji roman Dimitra Baševskog, Slovo, Skopje, 2007.
- (Големиот куфер), zbirka pripovetki Ivana Dodovskog, Edition Erata, Leipzig, 2008.
- (Пиреј), roman Petreta M. Andreevskog, Pollitecon Publications , Sydney , 2009. (suprevod s Mirjanom Simjanovskom)
- (Ервехе. Книга за една мајка), roman Luana Starove, Wieser Verlag, Klagenfurt, 2010.
- (Hansenova djeca), roman Ognjena Spahića, Istros Books, London, 2011.
- (Dolazak), roman Andreja Nikolaidisa, Istros Books, London, 2011.
- (Украдени мисли), dvojezična zbirka poezije Dušana Ristevskog, Macedonian Literary Association “Grigor Prlichev”, Sydney, 2011.
- (Naš čovjek na terenu), roman Roberta Perišića, Istros Books, London, 2012, i Black Balloon Publishing , New York, 2013.[1]
- (To malo pijeska na dlanu), roman Marinka Koščeca, Istros Books, London, 2013.
- (Mrtva priroda i živo srce), epistolarni roman Ivana B. Vodopije, Ex Libris, Zagreb, 2013.
- (Sin), roman Andreja Nikolaidisa, Istros Books, London, 2013.[2]
- (Угрејсонце во мојот сон), dvojezična zbirka poezije Ivana Trposkog, Macedonian Literary Association “Grigor Prlichev”, Sydney, 2013.
- roman Marije Knežević, Istros Books, London, 2013.
- (Veliki rat), roman Aleksandra Gatalice, Istros Books, London, 2014.
- (Осмото светско чудо), roman Jordana Plevneša, Leipziger Literaturverlag, Leipzig, 2015.
- (Човечулец), roman Aleksandra Prokopieva, Istros Books, London, 2015.
- (Devet), roman Andreja Nikolaidisa, Istros Books, , 2015.
- (Knjiga o Uni), roman Faruka Šehića, Istros Books, London, 2016.
- (Izlet u Rusiju), putopis Miroslava Krleže, Sandorf, Zagreb, 2017.
- (Puna glava radosti), zbirka pripovetki Ognjena Spahića, Dalkey Archive Press, Victoria, 2018.
- (Dabogda te majka rodila), roman Vedrane Rudan, Dalkey Archive Press, Victoria, 2018.
- (Осмото светско чудо), roman Jordana Plevneša, Plamen Press, Washington, D.C., 2020.
- (Roman o Londonu), roman Miloša Crnjanskog, Diálogos, New Orleans, 2020.
- From Nowhere to Nowhere (Nigdje, niotkuda), roman Bekima Sejranović, Sandorf, Zagreb, 2020.
- Divine Child (Božanska dječica), roman Tatjane Gromače, Sandorf Passage, South Portland, 2021.
- Horror and Huge Expenses (Užas i veliki troškovi), zbirka pripovetki Roberta Perišića, Sandorf Passage, South Portland, 2021.
- Sea, Sun, Salt: Short Stories from Montenegro, zbirka pripovetki, razni autori, Gligorije Dijak, Podgorica, 2022.
- Die göttlichen Kindchen (Božanska dječica), roman Tatjane Gromače, STROUX edition, München 2022.
- Balkan Bombshells: Contemporary Women's Writing from Serbia and Montenegro, prozna zbirka, razne autorke, Istros Books, London, 2023.
- Take Six: Six Balkan Women Writers, prozna zbirka, razne autorke, Dedalus Books, Sawtry, 2023.
- Anomaly (Anomalija), roman Andreja Nikolaidisa, Peirene Press, Bath, 2024.

## Spoljašnje veze
- Zvanična prezentacija
- tportal/Intervju
- Nova makedonija/Intervju
- authors-translators/Intervju